# Mesagne
Mesagne község (comune) Olaszország Puglia régiójában, Brindisi megyében.

## Fekvése
Brindisitől délnyugatra, a Salento területén fekszik.

## Története
A települést az i.e. 6. században alapították a messzápok, erről számos régészeti ásatás során felszínre hozott sírkő és rom tanúskodik. 

## Népessége
A népesség számának alakulása:

## Főbb látnivalói
- Castello - település erődje, a 9. századból származik.
- messzáp nekropoliszok